# Thérèse Eloumba Medjo
Thérèse Eloumba Medjo, née le 06 février 1956 est la cheffe supérieure de premier degré du canton Ndou Libi, département du Dja-et-Lobo en remplacement de Sa Majesté Frédéric Medjo m’Azang, décédé le 12 février 1990. Elle est également sénatrice camerounaise.

## Présentation
La chefferie supérieure de Ndou Libi est située dans l'arrondissement de Sangmelima, département du Dja-et-Lobo, région du Sud. Cette chefferie traditionnelle est classée au premier degré en vertu de l’arrêté n°019/CAB/PM du 07 février 1981 déterminant les groupements traditionnels de 1er degré.